# Ciutat compacta
La ciutat compacta en geografia es diu d'una estructura urbana que per la seva compacitat presenta un màxim d'usos possibles amb un mínim de consum d'energia i recursos. És un concepte urbanístic teorètic que permet classificar les ciutats en un contínuum que va de la ciutat compacta a la ciutat difusa a l'altre extrem. La tradicional ciutat mediterrània intra muros hi respon força.
Està cohesionada socialment, genera espais de sociabilitat, crea un territori amb proximitat als serveis, propicia la trobada d'activitats i permet el desenvolupament de la vida en comunitat.
Tot i que no hi ha una definició unívoca, a nivell del dret el concepte de ciutat compacta apareix per primera vegada el 2005 al preàmbul de la Llei d'equiapements comercials de la Generalitat de Catalunya, on s'esmena la seva importància per evitar desplaçaments innecessaris i mantenir si no formentar el comerç de proximitat i permetre als ciutadans satisfer les necessitats de compra i abastament quotidià.